# Peter Hrdlitschka
Peter Hrdlitschka   (Reutlingen, 6 de novembre de 1955) és un nedador alemany de naixement, però canadenc d'adopció, ja retirat, especialista en braça, que va competir durant la dècada de 1970.
Amb tan sols dos anys es va traslladar, amb la seva família, al Canadà, on va començar a nedar des de ben petit.
En el seu palmarès destaca una medalla de bronze en els 4x100 metres estils del Campionat del Món de natació de 1973. Formà equip amb Ian MacKenzie, Bruce Robertson i Brian Phillips. El 1974 va disputar, sense sort, els Jocs de la Commonwealth. Va continuar nedant en categories sèniors, establint diversos rècords nacionals de braça.